# Владимир Стојковић
Владимир Стојковић (Лозница, 28. јул 1983) је српски фудбалски голман који тренутно наступа за Раднички 1923. Наступао је и за репрезентацију Србије.

## Биографија
Рођен је у Лозници. Његова мајка Коса Стојковић била је атлетска репрезентативка Југославије, у бацању диска.

## Каријера
Почео је да брани у родној Лозници за истоимену екипу. Са 17 година је прешао у Црвену звезду. Тада је први голман Црвене звезде био Владимир Дишљенковић, па Стојковић није успео да се избори за место у тиму. Бранио је само на једној званичној утакмици, пре него што је отишао на шестомесечну позајмицу у Леотар из Требиња. Након истека позајмице, отишао је у Земун у којем је провео две сезоне.
Када је Владимир Дишљенковић, лета 2005. отишао у украјински Металург из Доњецка, Стојковић се вратио у Црвену звезду. Тадашњи тренер, Валтер Зенга, чешће је на почетку сезоне указивао шансу искуснијем Ивану Ранђеловићу. Током сезоне Стојковић се изборио за место стандардног чувара мреже. Најбољу утакмицу сезоне Стојковић је одиграо против Роме, када је одбранио једанаестерац Антонију Касану. Те сезоне је Звезда освојила дуплу круну, али у утакмици финала купа против ОФК Београда, Стојковић није бранио. Према гласинама, пред сам почетак меча је дошао у сукоб са тадашњим председником Драганом Стојковићем.
Током лета 2006. године је из Црвене звезде прешао у француски Нант, уз обештећење од око 3 милиона евра. Након добрих првих неколико утакмица, форма му је знатно опала. Неколико примљених голова након његових грешака коштале су га места у стартној постави. Након доласка Фабијана Бартеза у клуб, отишао је у холандски Витесе на позајмицу.
У португалски Спортинг је прешао 11. јула 2007. уз обештећење од 1,5 милиона евра Нанту. Стојковић је тада потписао петогодишњи уговор. Након неколико утакмица се повредио. На голу га је заменио млади Руи Патрисио, који је искористио шансу и наставио да буде први голман и након Стојковићевог опоравка од повреде. Незадовољан тиме што није у првом плану, дошао је у сукоб са тренером Паулом Бентом, након чега је изгубио и место на клупи за резерве. Током лета 2008. појавиле су се информације да би Стојковић могао да пређе у Евертон, али до тог трансфера на крају није дошло.
У јануару 2009. одлази на позајмицу у шпански Хетафе, где је искористио повреду Аргентинца Оскара Устарија и бранио на пет мечева. Током лета исте године појавила се могућност да се врати у Црвену звезду као позајмљен играч, заједно са саиграчем из Спортинга Миланом Пуровићем, али до договора два клуба ипак није дошло.
Дана 27. августа 2010. године објављено је да је Стојковић потписао једногодишњи уговор о позајмици са прваком српске Суперлиге Партизаном, само неколико дана пошто је успео да се пласира у Лигу шампиона. Уговор између Спортинга и Партизана је такав да Стојковић 45.000 евра месечно добија 80% од португалског тима а осталих 20% од српског, што значи да би он за 10 месеци био плаћен од Спортинга 360.000 евра, а од Партизана 90.000.
У Партизану се задржао до јануара 2014. када је потписао за грчки Ерготелис. За три и по године у Партизану, Стојковић је освојио 3 титуле и 1 куп, а у сезони 2012/13. се нашао у идеалном тиму сезоне у Суперлиги Србије. Постигао је и један гол. То се десило у августу 2012. против БСК Борче, са беле тачке у победи Партизана од 7–0. Треба напоменути да је Стојковић одбранио пенал Аршавину током утакмице Партизан - Арсенал, у Лиги шампиона. На крају 2013. године, Стојковић је проглашен за најбољег играча Партизана у 2013. години.
Након пола године у Грчкој, Стојковић прелази у Макаби Хаифу где проводи наредне две сезоне и осваја куп Израела у сезони 2015/16.
У лето 2016. Стојковић се враћа у Енглеску и потписује за друголигаша Нотингем форест. Дана 11. септембра је дебитовао, против Астон Виле и оставио врло добар утисак. Од тада је бранио на свакој утакмици до краја године. Дана 30. децембра, Нотингем је изгубио 3–1 на гостовању од Њукасла. Стојковић је лоше бранио на тој утакмици, и од тада је испао из стартне поставе. До краја сезоне је бранио само на једној утакмици (против Фулама у фебруару).
Уследио је повратак у Партизан. 15. августа 2017. године Стојковић се званично вратио у Хумску потписавши једногодишњи уговор о позајмици након чега би требало да му истегне уговорна обавеза према Нотингем форесту. На званичном представљању на стадиону Партизана Стојковић је поново задужио дрес са бројем 88. Свој нови деби на голу Партизана Стојковић је имао у двомечу плеј–офа за Лигу Европе против мађарског Видеотона који је са клупе предводио бивши тренер Партизана Марко Николић. Партизан је укупним тријумфом од 4–0 био успешнији и самим тим изборио ново учешће у групној фази Лиге Европе. Повратнички деби на голу Партизана у утакмицама домаћег првенства Стојковић је имао 27. августа 2017. када је на стадиону Рајко Митић био најбољи актер 155. вечитог дербија против домаћина Црвене звезде у мечу који је завршен поделом бодова 0–0. Тиме је наставио традицију несавладивости од стране противничких играча у првенственим дерби мечевима рачунајући наступе и у Звезди и у Партизану. Једини коме је "успело" да га савлада био је тадашњи саиграч из Партизана Милан Обрадовић у 145. вечитом дербију. Дана 23. јануара 2018. године Стојковић је потписао нови четворогодишњи уговор са Партизаном по којем би у Хумској могао да остане и до краја каријере.
Лета 2021. године опростио се од Партизана и прешао у ФК Ал-Феиха, у којем је остао до лета 2024. У току те 3 године почео је меч између статива 92 пута а у полуфиналу Суперкупа 2023. године одбранио је пенал Кристијанy Роналдy и помогао свом тиму да се пласира у финале.

## Репрезентација
- За младу фудбалску репрезентацију Србије и Црне Горе је бранио на 24 утакмице;
- За сениорску репрезентацију Србије је бранио на 84 утакмица, (2006–2018)

Учествовао је на два Европска првенства за играче до 21 године и освојио је једну сребрну медаљу. На Европском првенству 2005. у Немачкој је са репрезентацијом стигао до финала у којем су поражени од Италије, али је Стојковић тада био резерва Николи Милојевићу и није улазио у игру. На Европском првенству 2006. у Португалу је био капитен репрезентације у одсуству суспендованог Данка Лазовића. Репрезентација је тада испала у полуфиналу, у утакмици коју је Украјина добила након извођења једанаестерац.
Био је у саставу А селекције за Светско првенство 2006. на коме је био резерва Драгославу Јеврићу. Тек након доласка Хавијера Клементеа на клупу репрезентације, добио је прилику да дебитује. Било је то 16. августа 2006. када је Србија победила Чешку са 3-1 у пријатељској утакмици. Након смене Клементеа, био је стандардан и код Мирослава Ђукића, који га је уврстио и у састав репрезентације за Летње олимпијске игре 2008. у Пекингу. Место првог чувара мреже је задржао и код Радомира Антића, упркос томе што није први голман своје екипе.
Дана 18. јуна 2010. у утакмици групе Д против репрезентације Немачке на Светском првенству 2010. у Јужној Африци, Владимир је одбранио пенал Подолског, чиме је допринео победи Србије од 1:0, а на крају меча је проглашен играчем утакмице.
Током квалификација за Европско првенство у Украјини и Пољској 2012. селектор Владимир Петровић шансу је указивао Бојану Јоргачевићу и Жељку Бркићу, док Стојковића није било у тиму након чувеног скандала у Ђенови. Оно што није хтео да уради тадашњи селектор Владимир Петровић урадио је његов привремени наследник Радован Ћурчић – годину дана после покушаја линча, позвао је Стојковића за пријатељске мечеве са Мексиком и Хондурасом. У квалификацијама за Светско првенство 2014. у Бразилу, квалификацијама за Европско првенство 2016. у Француској и квалификацијама за Светско првенство 2018. у Русији поново постао незаменљив на голу Орлова.

## Статистика

### Клупска
Ажурирано 3. јуна 2023.
| Клуб                 | Сезона   | Лига                              | Лига    | Лига   | Национални куп | Национални куп | Лига куп | Лига куп | Европа  | Европа | Остало  | Остало | Укупно  | Укупно |
| Клуб                 | Сезона   | Дивизија                          | Наступа | Голова | Наступа        | Голова         | Наступа  | Голова   | Наступа | Голова | Наступа | Голова | Наступа | Голова |
| -------------------- | -------- | --------------------------------- | ------- | ------ | -------------- | -------------- | -------- | -------- | ------- | ------ | ------- | ------ | ------- | ------ |
|                      |          |                                   |         |        |                |                |          |          |         |        |         |        |         |        |
| Црвена звезда        | 2001/02. | Прва лига СР Југославије          | 1       | 0      | —              | —              | —        | —        | —       | —      | —       | —      | 1       | 0      |
| Црвена звезда        | 2002/03. | Прва лига СР Југославије          | 1       | 0      | —              | —              | —        | —        | 0       | 0      | —       | —      | 1       | 0      |
|                      |          |                                   |         |        |                |                |          |          |         |        |         |        |         |        |
| Леотар (позајмица)   | 2003/04. | Премијер лига Босне и Херцеговине | 4       | 0      | —              | —              | —        | —        | 4       | 0      | —       | —      | 8       | 0      |
|                      |          |                                   |         |        |                |                |          |          |         |        |         |        |         |        |
| Земун                | 2003/04. | Прва лига Србије и Црне Горе      | 6       | 0      | —              | —              | —        | —        | —       | —      | —       | —      | 6       | 0      |
| Земун                | 2004/05. | Прва лига Србије и Црне Горе      | 28      | 0      | —              | —              | —        | —        | —       | —      | —       | —      | 28      | 0      |
| Земун                | Укупно   | Укупно                            | 34      | 0      | —              | —              | —        | —        | —       | —      | —       | —      | 34      | 0      |
|                      |          |                                   |         |        |                |                |          |          |         |        |         |        |         |        |
| Црвена звезда        | 2005/06. | Прва лига Србије и Црне Горе      | 22      | 0      | —              | —              | —        | —        | 6       | 0      | —       | —      | 28      | 0      |
| Црвена звезда        | Укупно   | Укупно                            | 24      | 0      | —              | —              | —        | —        | 6       | 0      | —       | —      | 30      | 0      |
|                      |          |                                   |         |        |                |                |          |          |         |        |         |        |         |        |
| Нант                 | 2006/07. | Прва лига Француске               | 10      | 0      | —              | —              | 1        | 0        | —       | —      | —       | —      | 11      | 0      |
|                      |          |                                   |         |        |                |                |          |          |         |        |         |        |         |        |
| Витесе (позајмица)   | 2006/07. | Ередивизија                       | 8       | 0      | —              | —              | —        | —        | —       | —      | 6       | 0      | 14      | 0      |
|                      |          |                                   |         |        |                |                |          |          |         |        |         |        |         |        |
| Спортинг Лисабон     | 2007/08. | Прва лига Португалије             | 9       | 0      | 1              | 0              | 2        | 0        | 2       | 0      | 1       | 0      | 15      | 0      |
| Спортинг Лисабон     | 2008/09. | Прва лига Португалије             | 0       | 0      | 0              | 0              | 0        | 0        | 0       | 0      | 0       | 0      | 0       | 0      |
| Спортинг Лисабон     | 2009/10. | Прва лига Португалије             | 0       | 0      | 0              | 0              | 0        | 0        | 0       | 0      | —       | —      | 0       | 0      |
| Спортинг Лисабон     | Укупно   | Укупно                            | 9       | 0      | 1              | 0              | 2        | 0        | 2       | 0      | 1       | 0      | 15      | 0      |
|                      |          |                                   |         |        |                |                |          |          |         |        |         |        |         |        |
| Хетафе (позајмица)   | 2008/09. | Прва лига Шпаније                 | 5       | 0      | —              | —              | —        | —        | —       | —      | —       | —      | 5       | 0      |
|                      |          |                                   |         |        |                |                |          |          |         |        |         |        |         |        |
| Виган (позајмица)    | 2009/10. | Премијер лига                     | 4       | 0      | 2              | 0              | —        | —        | —       | —      | —       | —      | 6       | 0      |
|                      |          |                                   |         |        |                |                |          |          |         |        |         |        |         |        |
| Партизан (позајмица) | 2010/11. | Суперлига Србије                  | 26      | 0      | 4              | 0              | —        | —        | 6       | 0      | —       | —      | 36      | 0      |
| Партизан             | 2011/12. | Суперлига Србије                  | 25      | 0      | 3              | 0              | —        | —        | 4       | 0      | —       | —      | 32      | 0      |
| Партизан             | 2012/13. | Суперлига Србије                  | 21      | 1      | 0              | 0              | —        | —        | 7       | 0      | —       | —      | 28      | 1      |
| Партизан             | 2013/14. | Суперлига Србије                  | 14      | 0      | 3              | 0              | —        | —        | 2       | 0      | —       | —      | 19      | 0      |
|                      |          |                                   |         |        |                |                |          |          |         |        |         |        |         |        |
| Ерготелис            | 2013/14. | Суперлига Грчке                   | 11      | 0      | —              | —              | —        | —        | —       | —      | —       | —      | 11      | 0      |
|                      |          |                                   |         |        |                |                |          |          |         |        |         |        |         |        |
| Макаби Хаифа         | 2014/15. | Премијер лига Израела             | 35      | 0      | 2              | 0              | 4        | 0        | —       | —      | —       | —      | 41      | 0      |
| Макаби Хаифа         | 2015/16. | Премијер лига Израела             | 31      | 0      | 4              | 0              | 2        | 0        | —       | —      | —       | —      | 37      | 0      |
| Макаби Хаифа         | Укупно   | Укупно                            | 66      | 0      | 6              | 0              | 6        | 0        | —       | —      | —       | —      | 78      | 0      |
|                      |          |                                   |         |        |                |                |          |          |         |        |         |        |         |        |
| Нотингем форест      | 2016/17. | Чемпионшип                        | 20      | 0      | 0              | 0              | 1        | 0        | —       | —      | —       | —      | 21      | 0      |
|                      |          |                                   |         |        |                |                |          |          |         |        |         |        |         |        |
| Партизан             | 2017/18. | Суперлига Србије                  | 23      | 0      | 2              | 0              | —        | —        | 10      | 0      | —       | —      | 35      | 0      |
| Партизан             | 2018/19. | Суперлига Србије                  | 30      | 0      | 5              | 0              | —        | —        | 7       | 0      | —       | —      | 42      | 0      |
| Партизан             | 2019/20. | Суперлига Србије                  | 25      | 0      | 3              | 0              | —        | —        | 12      | 0      | —       | —      | 40      | 0      |
| Партизан             | 2020/21. | Суперлига Србије                  | 15      | 0      | 3              | 0              | —        | —        | 3       | 0      | —       | —      | 21      | 0      |
| Партизан             | 2021/22. | Суперлига Србије                  | 1       | 0      | 0              | 0              | —        | —        | 1       | 0      | —       | —      | 2       | 0      |
| Партизан             | Укупно   | Укупно                            | 180     | 1      | 23             | 0              | —        | —        | 52      | 0      | —       | —      | 255     | 1      |
|                      |          |                                   |         |        |                |                |          |          |         |        |         |        |         |        |
| Aл Феихa             | 2021/22. | Прва лига Саудијске Арабије       | 29      | 0      | 4              | 0              | —        | —        | —       | —      | —       | —      | 33      | 0      |
| Aл Феихa             | 2022/23. | Прва лига Саудијске Арабије       | 27      | 0      | 1              | 0              | —        | —        | —       | —      | 2       | 0      | 30      | 0      |
| Aл Феихa             | Укупно   | Укупно                            | 56      | 0      | 5              | 0              | —        | —        | —       | —      | 2       | 0      | 63      | 0      |
|                      |          |                                   |         |        |                |                |          |          |         |        |         |        |         |        |
| Каријера             | Каријера | Каријера                          | 431     | 1      | 37             | 0              | 10       | 0        | 64      | 0      | 9       | 0      | 551     | 1      |
|                      |          |                                   |         |        |                |                |          |          |         |        |         |        |         |        |

#### Репрезентативна
Ажурирано 17. априла 2020.
| Репрезентација | Година | Наступи | Голови |
| -------------- | ------ | ------- | ------ |
| Србија         | 2006.  | 6       | 0      |
| Србија         | 2007.  | 8       | 0      |
| Србија         | 2008.  | 7       | 0      |
| Србија         | 2009.  | 8       | 0      |
| Србија         | 2010.  | 8       | 0      |
| Србија         | 2011.  | 1       | 0      |
| Србија         | 2012.  | 4       | 0      |
| Србија         | 2013.  | 8       | 0      |
| Србија         | 2014.  | 9       | 0      |
| Србија         | 2015.  | 6       | 0      |
| Србија         | 2016.  | 6       | 0      |
| Србија         | 2017.  | 7       | 0      |
| Србија         | 2018.  | 6       | 0      |
| Укупно         | Укупно | 84      | 0      |

## Контроверзе

### Инциденти у Ђенови
Ни 100 милиона, то је кад нешто мрзиш, мрзиш... Не мрзиш, него кад ниси опредељен за то, значи кад ти је крв црвено-бела, не можеш да играш за Партизан.

—Изјава Владимира Стојковића у емисији Прслук
Већина контроверзи у Стојковићевој каријери везује се за његово гостовање у емисији Прслук, заједно са певачицом Даром Бубамаром. Стојковић, који је тада бранио за Црвену звезду, на питање водитеља Сандра Марковића да ли би прешао у редове вечитог ривала, одговорио је да не постоји новац за који би то урадио. Међутим, неколико година касније, као стандардни репрезентативни чувар мреже и играч под уговором са лисабонским Спортингом, Стојковић је крајем лета 2010. године прешао у Партизан. Након пласмана црно-белих у групну фазу Лиге шампиона, том клубу је приступио у оквиру споразума о једногодишњем уступању.

Добро знате моју прошлост. У Партизану сам из професионалних разлога. Дошао сам да помогнем клубу и докажем да сам број један, одлуку сам донео самостално.

—Владимир Стојковић приликом потписа за Партизан
Непосредно по његовом повратку у Србију, појавила се информација да је од челника новог клуба затражио свакодневно полицијско обезбеђење како би заштитио себе и породицу. Он је, међутим, негирао да жели физичку заштиту, већ од застрашивања у медијима и преко друштвених мрежа. Убрзо након свега, портпарол Црвене звезде, Марко Николовски саопштио је да је Стојковић искључен из чланства тог клуба. Пред утакмицу са репрезентацијом Италије, у Ђенови, средином октобра исте године, медији су пренели да је Стојковића напала група навијача Црвене звезде и да је због тога одбио да чува гол Србије на том сусрету.
Говорећи о догађају, Стојковић је касније изнео детаље напада, приликом ког су хулигани ушли у аутобус са репрезентативцима Србије и покушали физички обрачун са њим. Према његовим речима, група њих је опколила возило у коме је екипа била смештена, чекајући Зорана Тошића који је заборавио пасош. Када су успели да отворе врата, убацили су димне бомбе и услед смањене видљивости користили бакље за осветљење. Остали играчи, на челу са Дејаном Станковићем и Николом Жигићем, испречили су се на средини аутобуса, те се конфликт тиме и окончао. Нереди су се наставили за време утакмице, која је због тога и прекинута, а касније је регистрована службеним резултатом у корист домаће екипе.
Према писању листа Блиц, један од могућих разлога за нападе на Стојковића, а касније и прекид поменуте утакмице, био је и облик Стојковићевог уговора са Партизаном. Инциденти и претње Стојковићу доведени су у везу са криминалним круговима, те наглашено да је незадовољство настало због изостанка процената на које су појединци рачунали, јер је прелазак у тај клуб реализован у виду позајмице. Такође, према писању медија, присталице Црвене звезде су упутиле отворене претње смрћу свом некадашњем голману. Иако се спекулисало да ће Стојковић тражити клаузулу у уговору да не брани против Црвене звезде, он је такве наводе одбацио већ по доласку у Партизан. Током 139. вечитог дербија, на северној трибини Стадиона Црвене звезде истицани су транспаренти против Стојковића, а певала се и песма Предрага Гојковића Цунета, Јаничар. Након минималне победе Партизана, голом Алмамија Мореире, Стојковић је испред јужне трибине стадиона, где су били смештени навијачи гостујућег клуба, показао мајицу са натписом Опростите ми моју ружну прошлост. Поруку је образложио тиме да се његов однос према Црвеној звезди после инцидената у Ђенови променио и да је своју даљу каријеру посветио Партизану.
Стојковић наредних годину дана није добијао позиве у репрезентативну екипу, а у састав се вратио у новембру 2011, када га је вршилац дужности селектора, Радован Ћурчић, уврстио у тим на утакмици са Мексиком. Вређања на рачун Стојковића и његове породице наставила су се и наредних година. Навијачи Црвене звезде су га погрдно прозвали Мустафа, према лику из филма Бој на Косову, Богоју, који је променио име и веру.

### Изјава о враћању пасоша
Срамно, срамно... Ево, први пут ме срамота што сам Србин, што је неко упропастио овако леп фудбалски догађај. Одрећи ћу се сутра српског пасоша, видећете! Не могу да издржим, не могу да се контролишем. Ово је срамно, ово никад у животу нисам видео да се деси, поготову на дербију. И тај гол, а кунем вам се да није, не можеш то да свираш на дербију. Мораш 300 посто да будеш сигуран, он није могао да види лопту од мене под број један, а ја сам био унутра и извадио сам лопту пре него што је ушла, а мора да уђе цела.

—Изјава Владимира Стојковића након 158. вечитог дербија
Почетком новембра 2016. године, више физичких лица је ухапшено због преваре у вези са продајом плацева на Чукарици. Њима је на терет стављено да су током 2015. и 2016, користећи фалсификовану документацију, продали више парцела на подручју те општине Владимиру Стојковићу, који је поднео захтев за одштету од 23 милиона динара. Процес је окончан 2019, док је главни починилац осуђен на 19 месеци затворске казне.
Гостујући у емисији медијске куће Балкан инфо, крајем августа 2018, Стојковић је говорио о детаљима из своје каријере и инцидентима који су се догодили у Ђенови. Након 158. вечитог дербија, на ком је Ричмонд Боаћи постигао споран погодак за изједначење и коначних 1 : 1, Стојковић је дао изјаву за телевизију Арена спорт, која је преносила сусрет. Рекао је да је незадовољан развојем догађаја и судијском одлуком да призна погодак, те да ће се наредног дана одрећи српског пасоша.
Фудбалски клуб Партизан је поводом тога издао саопштење у ком је наведено да је Стојковић изјаву дао у афекту, сматрајући да је његов тим оштећен на утакмици, директним судијским одлукама. Наглашено је да он не може и не жели да се одрекне своје државе и да је заслужан за два пласмана Србије на Светско првенство.
Навијачи Црвене звезде су због изјаве касније додатно прозивали чувара мреже Партизана, те су му на наредним међусобним сусретима два клуба скандирали Врати српски пасош, Мустафа! На то им је одговарао поздравом са три прста.
Почетком 2019. године, Стојковић је дао интервју за француски лист So Foot, у ком је рекао да је био у контакту са челницима Црвене звезде, те да је желео да се врати у клуб, али да га је руководство матичног клуба више пута одбило. Партизан је, према његовим речима, тада био могућност да настави каријеру, пошто се у претходним клубовима није изборио за статус стандардног чувара мреже.
Након Светског првенства 2018. године у Русији, Владимир Стојковић више није позиван на репрезентативна окупљања. Он је касније рекао да верује да је тадашњем селектору Младену Крстајићу наређено да њега изостави из тима, али да су млађи голмани у националном тиму, Марко Дмитровић и Предраг Рајковић, одлични и да репрезентација има перспективу на тој позицији.
По завршетку каријере Саше Илића и изостанка Мирослава Вулићевића из такмичарског погона, Стојковић је у сезони 2019/20. изабран за капитена Партизана. У интервјуу за Спорт24, почетком фебруара 2020, Стојковић је навео да се никада није бојао, иако је током живота прошао многе тешке тренутке. Рекао је да се омраженост према њему у делу јавности ни након 10 година није стишала, али да је навикао да живи са тим. На конференцији за штампу пред Финале Купа Србије 2021. године, Стојковић је изјавио: Мене, што се жаргонски каже, силујте ако не узмемо Куп. Током пенал-серије, после које је Црвена звезда освојила трофеј, Стојковић је добио жути картон због неспортског понашања према Николи Крстовићу. Такође, непосредно након извођења једанаестераца, Марко Гобељић је непримерено гестикулирао према Стојковићу.

## Трофеји

### Клупски
Црвена звезда
- Првенство Србије и Црне Горе (1) : 2005/06.
- Куп Србије и Црне Горе (1) : 2005/06.

Спортинг Лисабон
- Куп Португалије (1) : 2007/08.
- Суперкуп Португалије (2) : 2007, 2008.

Партизан
- Првенство Србије (3) : 2010/11, 2011/12, 2012/13.
- Куп Србије (3) : 2010/11, 2017/18, 2018/19.

Макаби Хаифа
- Куп Израела (1) : 2015/16.

### Репрезентативни
- Европска првенства за играче до 21 године :  2004.